# 104 (tal)
104 är det naturliga talet som följer 103 och som följs av 105.
- Hexadecimalt: 68
- Binärt: 1101000
- har primfaktoriseringen 23 och 13
- har delarna 1, 2, 4, 8, 13, 26, 52 och 104

## Inom matematiken
- 104 är ett jämnt tal.
- 104 är ett ymnigt tal
- 104 är ett primitivt ymnigt tal
- 104 utgör tillsammans med 105 ett Ruth-Aaronpar
- 104 är ett Praktiskt tal.

## Inom vetenskapen
- Rutherfordium, atomnummer 104
- 104 Klymene, en asteroid
- M104, spiralgalax i Jungfrun, Messiers katalog